# ATP Eastbourne

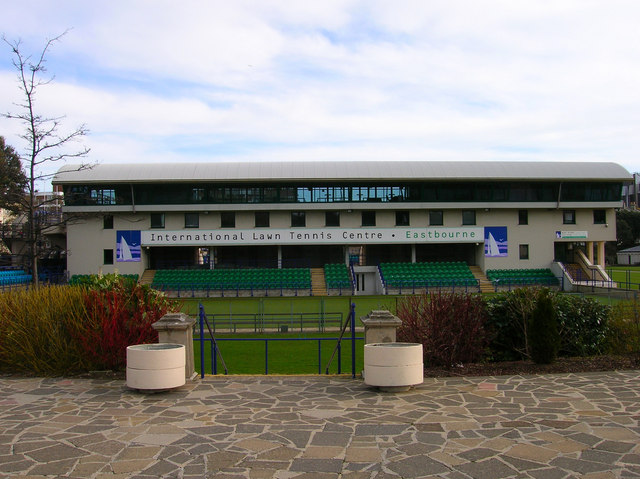
Das International Lawn Tennis Centre, Veranstaltungsort des Turniers

Das ATP-Turnier von Eastbourne (offiziell Lexus Eastbourne Open) ist ein britisches Herren-Tennisturnier, das im Freien auf Rasen ausgetragen wird. Seit 1974 findet in Eastbourne ebenfalls ein Frauenturnier statt.

## Geschichte
Der Wettbewerb wurde erstmals 2009 in Eastbourne ausgetragen und ersetzte das Turnier von Nottingham. Wegen der Austragung auf Rasen und des Termins, ist das Turnier eine gute Vorbereitung auf das Grand-Slam-Turnier von Wimbledon. 2015 kehrte das Turnier  für zwei Jahre nach Nottingham zurück. Seit 2017 wird es wieder jährlich in  Eastbourne gespielt, das Turnier in Nottingham gehört hingegen nur noch zur ATP Challenger Tour. Die Ausgabe 2020 fiel wegen der COVID-19-Pandemie aus.

## Siegerliste
Rekordsieger im Einzel ist der US-Amerikaner Taylor Fritz mit vier Triumphen in den Jahren 2019, 2022, 2024 und 2025. Im Doppel konnte das kroatische Duo Nikola Mektić und Mate Pavić drei Austragungen für sich entscheiden.

### Einzel
| Jahr                      | Sieger              | Finalgegner            | Resultat              |
| ------------------------- | ------------------- | ---------------------- | --------------------- |
| 2025                      | Taylor Fritz (4)    | Jenson Brooksby        | 7:5, 6:1              |
| 2024                      | Taylor Fritz (3)    | Max Purcell            | 6:4, 6:3              |
| 2023                      | Francisco Cerúndolo | Tommy Paul             | 6:4, 1:6, 6:4         |
| 2022                      | Taylor Fritz (2)    | Maxime Cressy          | 6:2, 6:74, 7:64       |
| 2021                      | Alex de Minaur      | Lorenzo Sonego         | 4:6, 6:4, 7:65        |
| 2020                      | abgesagt            | abgesagt               | abgesagt              |
| 2019                      | Taylor Fritz (1)    | Sam Querrey            | 6:3, 6:4              |
| 2018                      | Mischa Zverev       | Lukáš Lacko            | 6:4, 6:4              |
| 2017                      | Novak Đoković       | Gaël Monfils           | 6:3, 6:4              |
| 2015–2016: ATP Nottingham |                     |                        |                       |
| 2014                      | Feliciano López (2) | Richard Gasquet        | 6:3, 6:75, 7:5        |
| 2013                      | Feliciano López (1) | Gilles Simon           | 7:62, 6:75, 6:0       |
| 2012                      | Andy Roddick        | Andreas Seppi          | 6:3, 6:2              |
| 2011                      | Andreas Seppi       | Janko Tipsarević       | 7:65, 3:6, 5:3, aufg. |
| 2010                      | Michaël Llodra      | Guillermo García López | 7:5, 6:2              |
| 2009                      | Dmitri Tursunow     | Frank Dancevic         | 6:3, 7:65             |

### Doppel
| Jahr                      | Sieger                                       | Finalgegner                      | Resultat          |
| ------------------------- | -------------------------------------------- | -------------------------------- | ----------------- |
| 2025                      | Julian Cash Lloyd Glasspool                  | Ariel Behar Joran Vliegen        | 6:4, 7:65         |
| 2024                      | Neal Skupski Michael Venus                   | Matthew Ebden John Peers         | 4:6, 7:62, [11:9] |
| 2023                      | Nikola Mektić (3) Mate Pavić (3)             | Ivan Dodig Austin Krajicek       | 6:4, 6:2          |
| 2022                      | Nikola Mektić (2) Mate Pavić (2)             | Matwé Middelkoop Luke Saville    | 6:4, 6:2          |
| 2021                      | Nikola Mektić (1) Mate Pavić (1)             | Rajeev Ram Joe Salisbury         | 6:4, 6:3          |
| 2020                      | abgesagt                                     | abgesagt                         | abgesagt          |
| 2019                      | Juan Sebastián Cabal Robert Farah            | Máximo González Horacio Zeballos | 3:6, 7:64, [10:6] |
| 2018                      | Luke Bambridge Jonny O’Mara                  | Ken Skupski Neal Skupski         | 7:5, 6:4          |
| 2017                      | Bob Bryan Mike Bryan                         | Rohan Bopanna André Sá           | 6:74, 6:4, [10:3] |
| 2015–2016: ATP Nottingham |                                              |                                  |                   |
| 2014                      | Treat Huey Dominic Inglot                    | Alexander Peya Bruno Soares      | 7:5, 5:7, [10:8]  |
| 2013                      | Alexander Peya Bruno Soares                  | Colin Fleming Jonathan Marray    | 3:6, 6:3, [10:8]  |
| 2012                      | Colin Fleming Ross Hutchins                  | Jamie Delgado Ken Skupski        | 6:4, 6:3          |
| 2011                      | Jonathan Erlich Andy Ram                     | Grigor Dimitrow Andreas Seppi    | 6:3, 6:3          |
| 2010                      | Mariusz Fyrstenberg (2) Marcin Matkowski (2) | Colin Fleming Ken Skupski        | 6:3, 5:7, [10:8]  |
| 2009                      | Mariusz Fyrstenberg (1) Marcin Matkowski (1) | Travis Parrott Filip Polášek     | 6:4, 6:4          |